# Lorenzo Niccolai
Lorenzo Niccolai (Pisa, 9 maggio 1904 – 16 ottobre 1978) è stato un calciatore italiano, di ruolo portiere.

## Carriera
A partire dalla stagione 1923-1924 difende la porta del Livorno per cinque anni, totalizzando 35 presenze in Prima Divisione (poi Divisione Nazionale). È il portiere titolare nel primo dei cinque anni, mentre a partire dal 1924 si alterna tra i pali della squadra amaranto con altri portieri come Paolo Lami, Rodolfo Augustinovich e Franco Lipizer.
Per le uscite a kamikaze  sui piedi degli attaccanti avversari fu soprannominato "Braciola" per le continue abrasioni che si procurava sulla pelle nelle parti scoperte dei pantaloncini e maglia da gioco.
In seguito milita nella Torres e per due anni gioca nella Juventus Trapani.